# Georgie Stoop
Georgie Stoop (Cambridge, 13 januari 1988) is een voormalig tennisspeelster uit Engeland.
Zij begon op vijfjarige leeftijd met tennis. Haar favoriete ondergrond is hardcourt. Zij speelt rechtshandig en heeft een tweehandige backhand.
Stoop nam tweemaal deel aan het Engelse grandslamtoernooi, Wimbledon – in 2008 was dat alleen in het dubbelspel (als lucky loser); in 2009 verkreeg zij een wildcard zowel in het enkelspel als in het dubbelspel (waarin zij aan de zijde van landgenote Laura Robson de tweede ronde bereikte).
Nadat haar moeder in 2008 hertrouwde, heeft Stoop in 2010 mede haar achternaam veranderd, en nog korte tijd onder de naam Georgie Gent gespeeld.
Stoop was actief in het proftennis van 2006 tot en met 2010.

## Posities op deWTA-ranglijst
Positie per einde seizoen:
| jaartal | ranking enkelspel | ranking dubbelspel |
| ------- | ----------------- | ------------------ |
| 2010    | 479               | 755                |
| 2009    | 252               | 222                |
| 2008    | 208               | 335                |
| 2007    | 306               | 339                |
| 2006    | 412               | 414                |
| 2005    | 903               | 908                |

## Prestatietabel grandslamtoernooien
| Legenda | Legenda                          |
| ------- | -------------------------------- |
| g.t.    | geen toernooi gehouden           |
| l.c.    | lagere categorie                 |
| –       | niet deelgenomen                 |
| G       | uitgeschakeld in de groepsfase   |
| 1R      | uitgeschakeld in de eerste ronde |
| 2R      | uitgeschakeld in de tweede ronde |
| 3R      | uitgeschakeld in de derde ronde  |
| 4R      | uitgeschakeld in de vierde ronde |
| KF      | uitgeschakeld in de kwartfinale  |
| HF      | uitgeschakeld in de halve finale |
| F       | de finale verloren               |
| W       | het toernooi gewonnen            |
| w-v     | winst/verlies-balans             |

### Enkelspel
| Toernooi        | 2009 |
| --------------- | ---- |
| Australian Open | –    |
| Roland Garros   | –    |
| Wimbledon       | 1R   |
| US Open         | –    |

### Vrouwendubbelspel
| Toernooi        | 2008 | 2009 |
| --------------- | ---- | ---- |
| Australian Open | –    | –    |
| Roland Garros   | –    | –    |
| Wimbledon       | 1R   | 2R   |
| US Open         | –    | –    |